# Andrew Gordon
Andrew Jacob Gordon, född 13 december 1985 i Halifax i Nova Scotia, är en kanadensisk före detta professionell ishockeyspelare som under sex säsonger spelade för Linköping HC i SHL. Han draftades i sjunde rundan i 2004 års NHL-draft av Washington Capitals som 197:e spelare totalt. Efter att ha spelat universitetsishockey under tre säsonger gjorde han debut i AHL med Hershey Bears säsongen 2007/08. Den efterföljande säsongen debuterade han i NHL med Capitals, men tillbringade större delen av sin tid med Bears i AHL. Under sina fyra säsonger med Bears vann han Calder Cup två år i följd: 2009 och 2010.
Mellan 2011 och 2015 spelade Gordon sporadiskt för både Anaheim Ducks och Vancouver Canucks i NHL. Han tillbringade istället större delen av sin tid i AHL, där han under denna period representerade Syracuse Crunch, Chicago Wolves, St. John's Icecaps och Lehigh Valley Phantoms. 2014 spelade han sin tredje Calder Cup-final, med Icecaps, som dock förlorade. Mellan säsongerna 2015/16 och 2020/21 spelade Gordon för Linköping HC i SHL. Av skatteskäl inledde han säsongen 2018/19 med Lukko i Liiga. Han avslutade sin ishockeykarriär 2022 efter att ha spelat en säsong för Graz 99ers i den Österrikiska ishockeyligan.
Gordon gjorde debut med Kanadas A-landslag i november 2016 och har representerat landet vid sex landskamper.

## Karriär

### Klubblag

#### 2002–2007: Juniorår och collegehockey
Gordon föddes och växte upp i Nova Scotia där han i unga år började spela ishockey. 2002 tog han en silvermedalj vid Air Canada Cup – Kanadas mästerskap för juniorer. Säsongen därpå spelade han med Notre Dame Hounds i Saskatchewan Junior Hockey League. Efter ytterligare en säsong med Hounds draftades han 2004 av Washington Capitals i den sjunde rundan, som 197:e spelare totalt. Istället för att spela för Capitals spelade han under de tre efterföljande säsongerna med St. Cloud State Huskies i Western Collegiate Hockey Association.

#### 2007–2015: Calder Cup-mästare, spel i AHL och NHL
Den 3 april 2007 meddelades det att Gordon skrivit ett treårsavtal med Capitals i NHL. Säsongen 2007/08 spelade han både för Capitals primära farmarklubb Hershey Bears i AHL och South Carolina Stingrays i ECHL. Den större delen av säsongen spelade han dock i AHL med Bears, med vilka han gjorde debut den 3 oktober 2007. Den 7 december samma år gjorde han sitt första AHL-mål, på David Brown, i en 5–2-seger mot Wilkes-Barre/Scranton Penguins. Senare samma säsong, den 12 januari 2008, gjorde han sitt första hat trick i ligan och utsågs till matchens bästa spelare i en 4–6-seger mot Lake Erie Monsters. Månaden därpå, den 6 februari, gjorde han säsongens andra hat trick då han gjorde Bears samtliga mål i en uddamålsförlust mot Portland Pirates, även denna gång utsågs han till matchens bästa spelare. Kort därefter utsågs han också till veckans spelare i AHL. Gordon avslutade grundserien med att göra åtta poäng på fyra matcher. Totalt spelade han 58 grundseriematcher och noterades för 51 poäng (16 mål, 35 assist). I slutspelet hade han ett snitt på en poäng per match. Bears slogs dock ut i den första rundan mot Wilkes-Barre/Scranton Penguins med 4–1 i matcher. Under säsongens gång spelade Gordon totalt 20 matcher för South Carolina Stingrays och stod för 22 poäng (13 mål, 9 assist).
Säsongen därpå tillbringade Gordon nästan helt med Bears. I december 2009 blev han uppkallad till Capitals i NHL och fick kort därefter, den 23 december, göra NHL-debut i en 5–4-seger mot New York Rangers. Gordons poängproduktion i AHL sjönk från föregående säsong. På 79 grundseriematcher stod han för 45 poäng (21 mål, 24 assist). I Calder Cup-slutspelet slogs laget i tur och ordning ut Philadelphia Phantoms (4–0), Wilkes-Barre/Scranton Penguins (4–3) och Providence Bruins (4–1) innan man vann finalserien mot Manitoba Moose med 4–2. På 22 slutspelsmatcher gjorde Gordon tio poäng (sex mål, fyra assist).

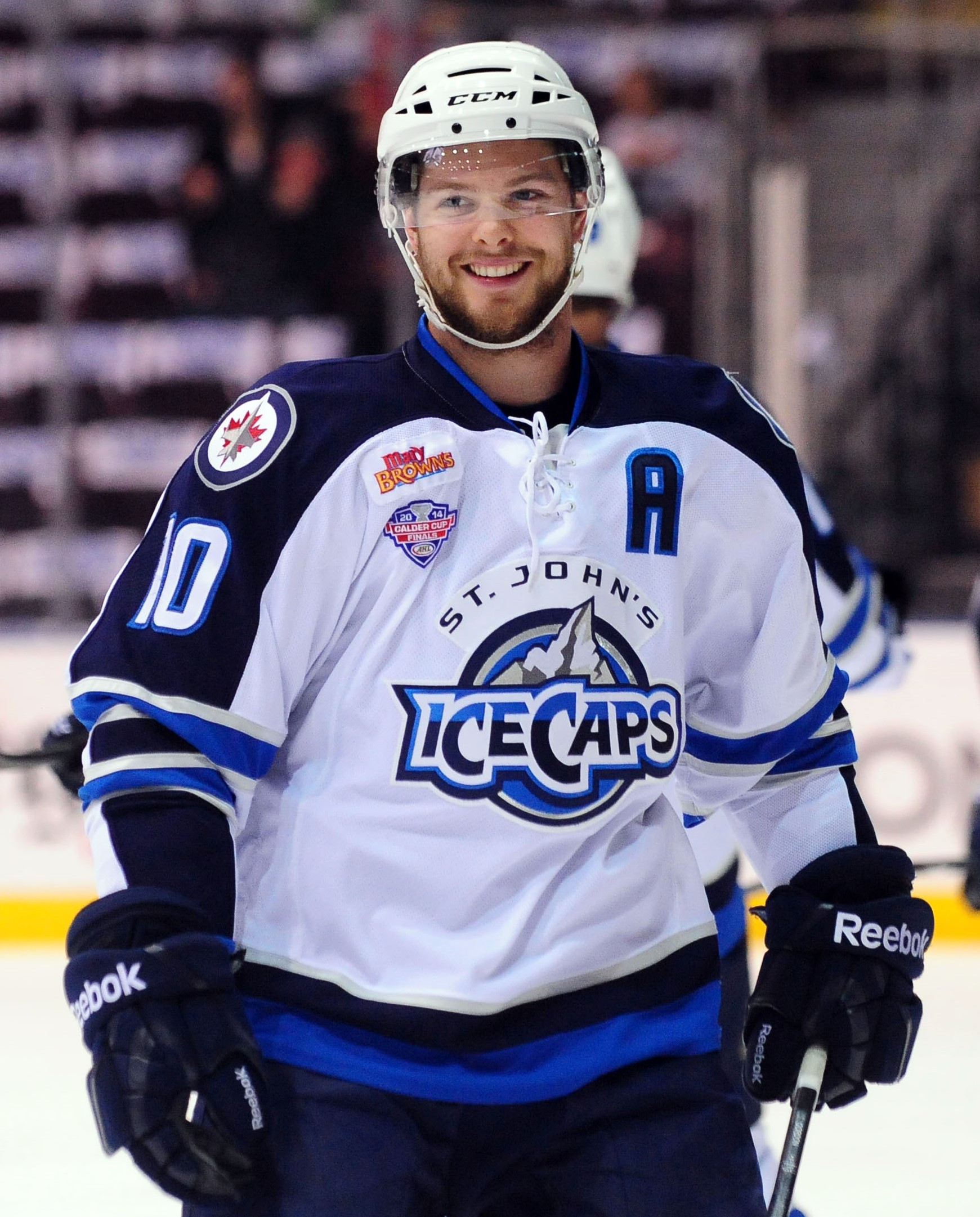
Gordon med St. John's Icecaps 2014.

Säsongen 2009/10 gjorde Gordon sin poängmässigt främsta säsong i AHL. Han inledde säsongen med att stå för samtliga av Bears mål, på Dustin Tokarski, och utsågs också till matchens bästa spelare i en 3–1-seger mot Norfolk Admirals. I november blev 2009 blev han uppkallad till Capitals, med vilka han spelade två matcher, utan att noteras för några poäng. Han slutade på andra plats i Bears interna skytteliga, bakom Alexandre Giroux, med 37 mål på 79 matcher. Totalt stod han för 71 poäng i grundserien. I slutspelet tog sig Bears till finalspel för andra säsongen i följd, detta efter att man slagit ut Bridgeport Sound Tigers (4–1), Albany River Rats (4–0) och Manchester Monarchs (4–2). I den tredje matchen mot Sound Tigers gjorde Gordon sitt första hat trick i slutspelssammanhang och utsågs till matchens bästa spelare. I finalserien ställdes laget mot Texas Stars, som man besegrade med 4–2 i matcher, och därmed bärgade sitt andra Calder Cup-mästerskap i rad. Under säsongens gång blev Gordon också uttagen till AHL:s All Star-match.
Den 16 juli 2010 meddelade Capitals att man förlängt avtalet med Gordon med ytterligare ett år. Säsongen 2010/11 blev Gordons fjärde och sista med Hershey Bears. Han inledde säsongen i AHL med att göra minst en poäng i de åtta första matcherna och gjorde 16 poäng på de elva inledande matcherna. I december blev han åter uppkallad till Capitals, vilka han fick spela nio matcher för under säsongen. Gordon gjorde sitt första NHL-mål den 21 december 2010, på Martin Brodeur, i en 5–1-seger mot New Jersey Devils. Efter sitt mål kysste Gordon sin kedjekamrat Marcus Johansson på kinden då de satt på avbytarbänken. Han återvände sedan till Bears i AHL, där han på 50 matcher noterades för 57 poäng. I det efterföljande slutspelet spelade han bara två matcher då Bears slogs ut i åttondelsfinalen av Charlotte Checkers. För andra säsongen i följd blev Gordon uttagen till AHL:s All Star-match.
Den 2 juli 2011 skrev Gordon ett tvåårskontrakt med Anaheim Ducks. Denna säsong fick han chansen från start i NHL, då han lyckats slå sig in i Ducks trupp. Gordon behöll sin plats i laget till början av januari 2012. Då hade han på 37 matcher noterats för fem poäng (två mål, tre assist). Därefter skickades han ner till Ducks farmarlag, Syracuse Crunch i AHL. Efter 19 matcher med Crunch meddelades det den 27 februari 2012 att Gordons bytts bort till Vancouver Canucks mot backen Sebastian Erixon. Han avslutade sedan säsongen med tio matcher för Canucks farmarlag Chicago Wolves i AHL.
Då det var lockout i NHL under första delen av säsongen 2012/13, inledde Gordon säsongen med Wolves i AHL. Han debuterade med Canucks den 21 mars 2013 i en match mot Phoenix Coyotes och spelade totalt sex matcher för klubben, utan att noteras för några poäng. Han återvände till Wolves i april samma år och gjorde totalt 32 poäng på 52 matcher för laget, som missade Calder Cup-slutspelet.
Efter att ha blivit free agent efter säsongens slut, skrev Gordon ett ettårsavtal med Winnipeg Jets den 6 juli 2013. Han lyckades dock inte slå sig in i Jets NHL-trupp och spelade därför hela den efterföljande säsongen med Jets farmarlag St. John's Icecaps i AHL, där han var en av de assisterande lagkaptenerna. I grundserien slutade Gordon tvåa i lagets interna poängliga. På 76 matcher noterades han för 57 poäng (23 mål, 34 assist), två poäng efter Jason Jaffray. I slutspelet ställdes laget mot Albany Devils i åttondelsfinalen. I den fjärde matchen noterades Gordon för ett hat trick då Icecaps avgjorde matchserien till 4–0. Gordon var med att ta Icecaps till Calder Cup-final för första gången i klubbens historia sedan man också slagit ut Norfolk Admirals (4–2) och Wilkes-Barre/Scranton Penguins (4–2). I finalserien föll laget mot Texas Stars med 4–1 i matcher. Gordon var lagets poängmässigt bästa spelare under slutspelet då han stod för 19 poäng på 21 matcher (åtta mål, elva assist).
Säsongen 2014/15 tillbringade Gordon med Lehigh Valley Phantoms, Philadelphia Flyers farmarlag, efter att ha skrivit ett ettårskontrakt med Flyers i början av juli 2014. Tillsammans med lagkamraten Zack Stortini var Gordon den enda att spela samtliga 76 grundseriematcher för Phantoms under säsongen. Laget misslyckades att ta sig till slutspel.

#### 2015–2022: Linköping HC och Graz 99ers
Efter åtta säsonger som proffs i Nordamerika, lämnade Gordon för spel i Europa. Den 3 juni 2015 tecknade han ett ettårsavtal med Linköping HC i SHL. Han gjorde sin första SHL-match den 16 september samma år, mot Djurgårdens IF. Linköping vann efter förlängning och Gordon stod för det avgörande 3–2-målet på Mikael Tellqvist i motståndarmålet. I början av december 2015 förlängde Gordon sitt kontrakt med LHC med ytterligare två år. Den 28 december samma år stod Gordon för fem poäng (två mål, tre assist) när Linköping besegrade Rögle BK med 7–2. Han spelade samtliga 52 matcher i grundserien och vann lagets interna poängliga. I den totala poängligan hamnade han på sjunde plats då han noterades för 44 poäng (18 mål, 26 assist). I det efterföljande slutspelet slogs Linköping ut av Växjö Lakers Hockey med 4–2 i matcher, efter att ha tappat en 2–0-ledning i matchserien. Gordon fick inte spela de två sista matcherna sedan han stängts av i två matcher efter en tackling på Niclas Lundgren.
Säsongen 2016/17 blev Gordon utsedd till assisterande lagkapten i Linköping. Hans poängproduktion sjönk och han blev trea i lagets interna poängliga med 24 poäng på 50 matcher (8 mål, 16 assist). I slutspelet slogs Linköping ut i kvartsfinalserien mot Brynäs IF med 4–2 i matcher.
Under sin tredje säsong i Linköping noterades Gordon för 26 poäng på 47 matcher, varav 16 mål vilket gjorde att han vann lagets interna skytteliga. Han missade fem matcher i slutet av november sedan han blivit avstängd för en tackling på Sebastian Wännström i en match mot HV71 den 16 november 2017. Tacklingen resulterade också i ett matchstraff. I slutspelet var han, tillsammans med Chad Billins, lagets poängmässigt främste spelare då han stod för sju poäng på lika många matcher (tre mål, fyra assist). Linköping föll i kvartsfinalserien mot Djurgårdens IF.
Den 4 maj 2018 meddelades det att Gordon förlängt sitt avtal med Linköping med ytterligare tre år. Då Gordon på grund av skatteskäl ansluter till Linköping i oktober 2018, meddelades det i slutet av augusti samma år att han kommer att inleda säsongen med den finska klubben Lukko i FM-ligan. Gordon gjorde debut i FM-ligan den 14 september 2018 i en 2–3-förlust mot Ässät. Senare samma månad, den 28 september, gjorde Gordon sina två första mål i FM-ligan, på Sami Aittokallio, då Lukko besegrade Vasa Sport med 4–5 efter förlängning. På de sju matcher han spelade med Lukko noterades Gordon för fem poäng (två mål, tre assister).
Den 21 september 2019 spelade Gordon sin 200:e grundseriematch för Linköping i SHL. I december 2019 meddelades det att Gordon ådragit sig en skada. Månaden därpå bekräftade Linköping att han genomgått en operation och att han sannolikt skulle komma att missa resten av säsongen. På 28 grundseriematcher noterades han för åtta mål och elva assistpoäng. Säsongen 2020/21 kom att bli Gordons sista i Linköping HC. På grund av skadeproblem spelade han 37 av 52 matcher i grundserien och stod för sin poängmässigt sämsta säsong i SHL. På dessa matcher noterades han för fem mål och sju assistpoäng. Den 10 juni 2021 stod det klart att Gordon lämnat Linköping.
Efter sex säsonger i Linköping HC meddelade den österrikiska klubben Graz 99ers den 10 juni 2021 att man skrivit ett avtal med Gordon. Inför säsongen utsågs han till en av de assisterande lagkaptenerna i laget. Den 5 november 2021 noterades han för ett hat trick då HC Bolzano besegrades med 4–0. Graz 99ers blev det sista att kvalificera sig till slutspel säsongen 2021/22. Gordon slutade på andraplats i lagets interna poängliga med 33 poäng på 47 grundseriematcher (12 mål, 21 assist). Laget slogs sedan ut av Orli Znojmo med 2–0 i matcher i åttondelsfinalserien. I april 2022 meddelades det att Gordon valt att avsluta sin ishockeykarriär.

### Landslag
Gordon gjorde debut i Kanadas A-landslag den 4 november 2016 under Deutschland Cup. Han spelade samtliga tre matcher och noterades inte för några poäng. Kanada slutade tvåa efter segrande Slovakien. 2017 blev han åter uttagen att representera Kanadas landslag, denna gång till Nikolaj Putjkov-turneringen. Den 17 augusti samma år gjorde han sitt första landslagsmål, på Konstantin Volkov, då Kanada tog tredjeplatsen i turneringen efter att ha besegrat SKA-Neva med 4–0.

## Spelarstatistik
| 2002–03    | Notre Dame Hounds        | SJHL       | 58  | 20  | 27  | 47  | 12  | —  | —  | —  | —  | —  |
| 2003–04    | Notre Dame Hounds        | SJHL       | 55  | 20  | 44  | 64  | 12  | —  | —  | —  | —  | —  |
| 2004–05    | St. Cloud State Huskies  | WCHA       | 38  | 9   | 8   | 17  | 6   | —  | —  | —  | —  | —  |
| 2005–06    | St. Cloud State Huskies  | WCHA       | 42  | 20  | 20  | 40  | 22  | —  | —  | —  | —  | —  |
| 2006–07    | St. Cloud State Huskies  | WCHA       | 40  | 22  | 23  | 45  | 16  | —  | —  | —  | —  | —  |
| 2007–08    | Hershey Bears            | AHL        | 58  | 16  | 35  | 51  | 39  | 5  | 3  | 2  | 5  | 2  |
| 2007–08    | South Carolina Stingrays | ECHL       | 11  | 8   | 6   | 14  | 6   | 9  | 5  | 3  | 8  | 8  |
| 2008–09    | Hershey Bears            | AHL        | 79  | 21  | 24  | 45  | 47  | 22 | 6  | 4  | 10 | 6  |
| 2008–09    | Washington Capitals      | NHL        | 1   | 0   | 0   | 0   | 0   | —  | —  | —  | —  | —  |
| 2009–10    | Hershey Bears            | AHL        | 79  | 37  | 34  | 71  | 57  | 17 | 13 | 7  | 20 | 2  |
| 2009–10    | Washington Capitals      | NHL        | 2   | 0   | 0   | 0   | 0   | —  | —  | —  | —  | —  |
| 2010–11    | Hershey Bears            | AHL        | 50  | 28  | 29  | 57  | 24  | 2  | 0  | 1  | 1  | 6  |
| 2010–11    | Washington Capitals      | NHL        | 9   | 1   | 1   | 2   | 0   | —  | —  | —  | —  | —  |
| 2011–12    | Anaheim Ducks            | NHL        | 37  | 2   | 3   | 5   | 6   | —  | —  | —  | —  | —  |
| 2011–12    | Syracuse Crunch          | AHL        | 19  | 3   | 5   | 8   | 10  | —  | —  | —  | —  | —  |
| 2011–12    | Chicago Wolves           | AHL        | 10  | 2   | 1   | 3   | 10  | —  | —  | —  | —  | —  |
| 2012–13    | Chicago Wolves           | AHL        | 54  | 19  | 13  | 32  | 49  | —  | —  | —  | —  | —  |
| 2012–13    | Vancouver Canucks        | NHL        | 6   | 0   | 0   | 0   | 0   | —  | —  | —  | —  | —  |
| 2013–14    | St. John's Icecaps       | AHL        | 76  | 23  | 33  | 56  | 43  | 21 | 8  | 11 | 19 | 22 |
| 2014–15    | Lehigh Valley Phantoms   | AHL        | 76  | 18  | 24  | 42  | 22  | —  | —  | —  | —  | —  |
| 2015–16    | Linköping HC             | SHL        | 52  | 18  | 26  | 44  | 30  | 4  | 1  | 2  | 3  | 4  |
| 2016–17    | Linköping HC             | SHL        | 50  | 8   | 16  | 24  | 16  | 6  | 1  | 1  | 2  | 4  |
| 2017–18    | Linköping HC             | SHL        | 47  | 16  | 10  | 26  | 37  | 7  | 3  | 4  | 7  | 2  |
| 2018–19    | Lukko                    | Liiga      | 7   | 2   | 3   | 5   | 12  | —  | —  | —  | —  | —  |
| 2018–19    | Linköping HC             | SHL        | 47  | 10  | 17  | 27  | 16  | —  | —  | —  | —  | —  |
| 2019–20    | Linköping HC             | SHL        | 28  | 8   | 11  | 19  | 12  | —  | —  | —  | —  | —  |
| 2020–21    | Linköping HC             | SHL        | 37  | 5   | 7   | 12  | 30  | —  | —  | —  | —  | —  |
| 2021–22    | Graz 99ers               | ICEHL      | 47  | 12  | 21  | 33  | 30  | 1  | 0  | 0  | 0  | 0  |
| AHL totalt | AHL totalt               | AHL totalt | 501 | 167 | 199 | 366 | 301 | 67 | 30 | 25 | 55 | 38 |
| SHL totalt | SHL totalt               | SHL totalt | 261 | 65  | 87  | 152 | 141 | 17 | 5  | 7  | 12 | 10 |
| NHL totalt | NHL totalt               | NHL totalt | 55  | 3   | 4   | 7   | 6   | —  | —  | —  | —  | —  |